# Eugeniusz Jezierski
Eugeniusz Jezierski (ur. 3 kwietnia?/16 kwietnia 1902 w Petersburgu, zm. 15 sierpnia 1990 w Łodzi) – polski inżynier, specjalista maszyn elektrycznych, profesor Politechniki Łódzkiej.

## Życiorys
Urodził się w rodzinie Włodzimierza Przemysława, nauczyciela gimnazjalnego, i Bronisławy z Szymkiewiczów, dentystki. Po uzyskaniu matury w rosyjskojęzycznej szkole w Kizlarze, przez rok studiował na Politechnice w Nowoczerkasku. Po odzyskaniu niepodległości odbywał studia w Warszawie. W 1929 r. ukończył studia na Wydziale Elektrycznym Politechniki Warszawskiej, uzyskując tytuł inżyniera. Po studiach ukończył także podchorążówkę w II Batalionie Balonowym w Jabłonnie uzyskując stopień podporucznika. W latach 1930–1935 prowadził wykłady w Państwowej Wyższej Szkole Budowy Maszyn i Elektrotechniki w Poznaniu, następnie pracował w Zakładach Elektromechanicznych „Rohn-Zieliński” SA w Żychlinie (także w czasie okupacji).
Po kampanii wrześniowej, Eugeniusz Jezierski - oficer Wojska Polskiego - został osadzony w niemieckim obozie jenieckim, z którego został zwolniony jako pracownik fabryki pracującej na potrzeby wojenne.
Po ustąpieniu Niemców, został w lutym 1945 r. powołany przez Radę Robotniczą na dyrektora fabryki w Żychlinie. W okresie od 26 maja 1945 do 30 września 1946 r. był kierownikiem Katedry Elektrotechniki Ogólnej Politechniki Łódzkiej. W 1946 r. został profesorem nadzwyczajnym Politechniki Łódzkiej; aż do przejścia na emeryturę w 1971 r. kierował Katedrą Maszyn Elektrycznych i Transformatorów. W latach 1948–1949 był dziekanem Wydziału Elektrycznego, a w latach 1950–1953 pełnił obowiązki prorektora ds. Nauki Politechniki Łódzkiej. Od 1956 r. był profesorem zwyczajnym. Brał udział w pracach Komitetu Elektrotechniki Polskiej Akademii Nauk. Na emeryturę przeszedł w roku 1971.
Był członkiem honorowym Polskiego Towarzystwa Elektrotechniki Teoretycznej i Stosowanej (1971), Stowarzyszenia Elektryków Polskich (1972). W 1982 r. otrzymał tytuł doktora honoris causa Politechniki Łódzkiej. Laureat Nagrody Państwowej II stopnia za pracę naukową w dziedzinie teorii transformatorów elektroenergetycznych (1955), Nagrody Naukowej m. Łodzi (1963) oraz czterech nagród Ministra Szkolnictwa Wyższego.
Ogłosił kilkadziesiąt publikacji (w tym 13 książek), m.in. Transformatory. Podstawy teoretyczne (1935, wiele wznowień, przekład czeski), Maszyny synchroniczne (1951), Transformatory. Budownictwo i projektowanie (1956, wiele wydań).
Zmarł 15 sierpnia 1990 r. w Łodzi.

## Ordery i odznaczenia
- Order Sztandaru Pracy II klasy
- Krzyż Oficerski Orderu Odrodzenia Polski
- Złoty Krzyż Zasługi (28 września 1954)[9]
- Medal 10-lecia Polski Ludowej (15 stycznia 1955)[10]
- Medal Komisji Edukacji Narodowej
- Odznaka tytułu honorowego „Zasłużony Nauczyciel PRL”
- Medal 25-lecia PAN

Źródło: Wybitni łódzcy elektrycy.

## Upamiętnienie
W 1995 r., staraniem dyrekcji Instytutu Maszyn Elektrycznych i Transformatorów, została odsłonięta tablica pamiątkowa z wizerunkiem popiersia prof. Eugeniusza Jezierskiego, która znajduje się w Galerii Zasłużonych Wydziału.
W dniu 15 grudnia 2006 r. odbyło się Nadzwyczajne Walne Zgromadzenie Delegatów Oddziału Łódzkiego SEP, podczas którego podjęło uchwałę o ustanowieniu Medalu im. prof. E. Jezierskiego. Medal jest przyznawany za zasługi dla SEP oraz zasługi dla polskiego przemysłu transformatorowego i elektroenergetyki polskiej.